# Bosniaken im Kosovo

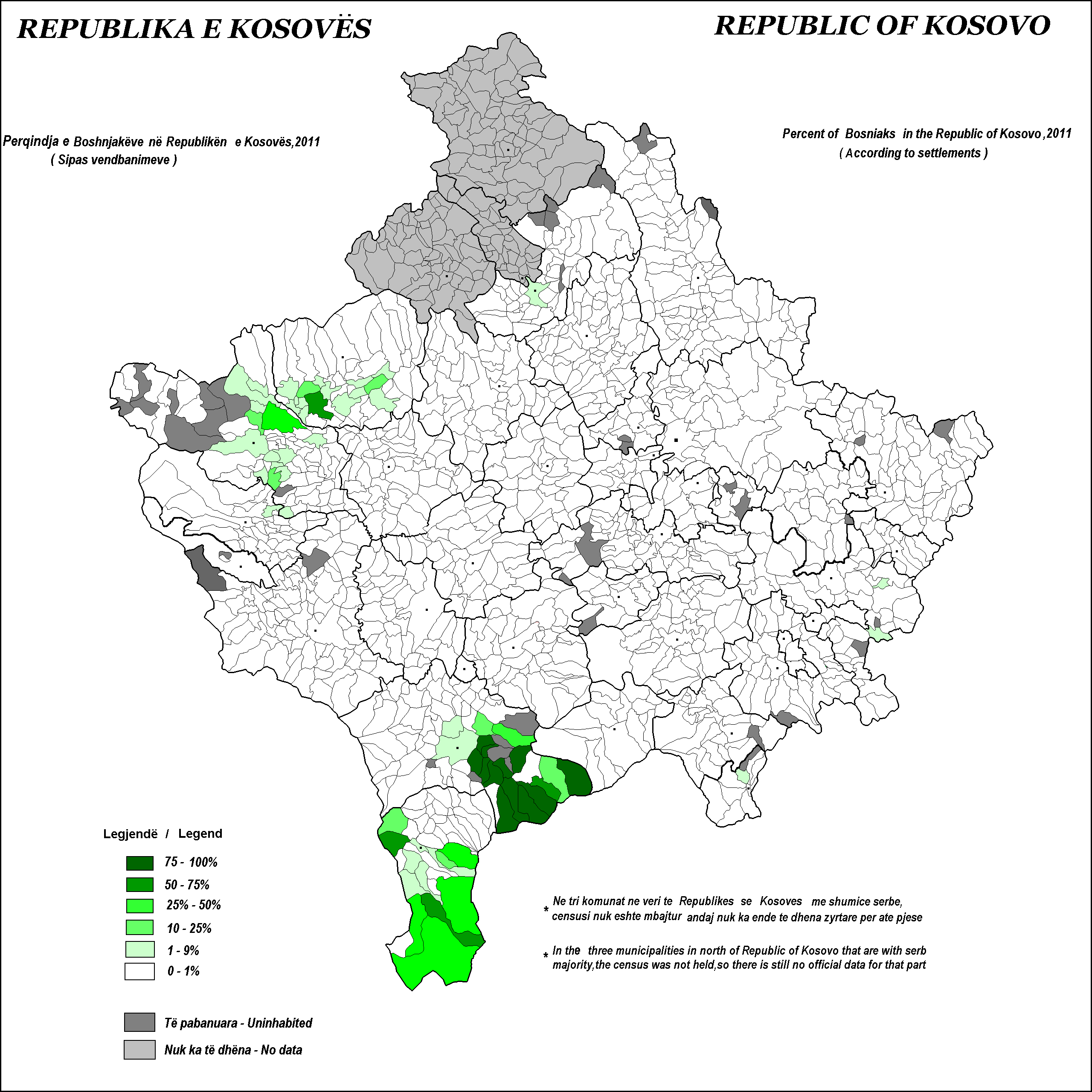
Bosniaken im Kosovo 2011

Die Bosniaken im Kosovo (bosnisch Bošnjaci na Kosovu, albanisch Boshnjakët e Kosovës) sind die zweitgrößte ethnische Minderheit des Landes und machen mit 27.553 Einwohnern insgesamt 1,6 % der Bevölkerung aus.
Vereinzelt werden auch die Goranen zu den Bosniaken des Kosovos gezählt. Ein großer Teil der Goranen im Kosovo deklariert sich als Bosniaken, oftmals aus politischen Gründen.
Bis in die 1990er-Jahre waren die Bosniaken (wie die Goranen) unter der in Jugoslawien genutzten Kategorie der Ethnischen Muslime/Slawischen Muslime eingeordnet. Erst mit dem Aufleben der bosniakischen Identität ab den 1990ern, die auch von slawischen Muslimen außerhalb Bosniens (etwa im Sandžak oder im Süden Montenegros) angenommen wurde, zählen sich auch viele slawische Muslime im Kosovo zu den Bosniaken.

## Siedlungsgebiete und Sprache
Gemäß Volkszählung 2011 leben von den 27.553 Bosniaken rund 21.000 – d. h. ziemlich genau drei Viertel – in den beiden südlichsten Gemeinden Kosovos: 16.896 in der Gemeinde Prizren (9,50 % der Gemeindebevölkerung) und 4100 in der Gemeinde Dragash (12,06 %); zudem gibt es 3786 Bosniaken in der Gemeinde Peja (3,93 %) sowie 1142 in der Gemeinde Istog (2,91 %). Neben weiteren größeren bosniakischen Gemeinschaften in den Städten Pristina (366 Personen) und im Südteil Mitrovicas (340) leben sie auch in kleinerer Zahl über das restliche Kosovo verteilt. Darüber hinaus leben in Nord-Mitrovica, wo die Volkszählung 2011 nicht durchgeführt wurde, schätzungsweise zwischen 1000 und 3000 weitere Bosniaken.

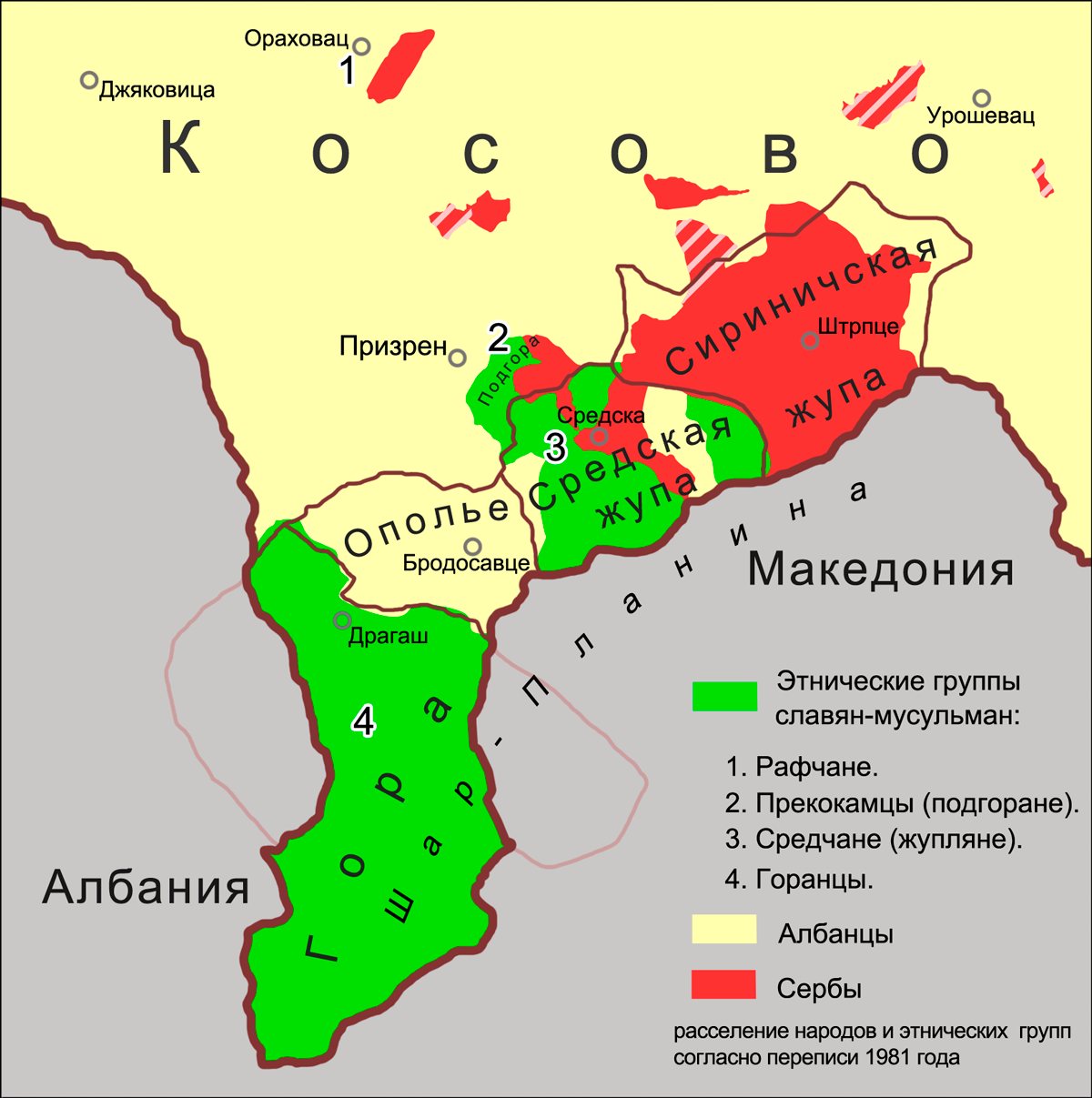
Karte des südlichen Kosovo mit den Regionen des Šar-Gebirges (v.l.n.r): Gora, Opoja, Sredačka župa und Sirinićka župa (russisch)In Grün dargestellt sind die Siedlungsgebiete slawischer Muslime

Grob gegliedert setzen sich die Bosniaken des Kosovo aus folgenden Gruppen zusammen:
- Die in der südlich bei Prizren gelegenen Region Sredačka župa (auch Prizrenska župa) lebenden slawischen Muslime
- Die in der Region Gora lebenden slawischen Muslime, die sich (aus politischen Gründen) teilweise als Bosniaken definieren
- Die im restlichen Kosovo lebenden slawischen Muslime

### Dialekte
Je nach Herkunft aus den drei vorgenannten Gruppen sprechen die Bosniaken im Kosovo traditionell unterschiedliche Dialekte aus dem südslawischen Dialektkontinuum. Die Bosniaken in der Gora sprechen wie die Goranen das Goranische (auch genannt Našinski-Dialekt), einen viele türkische Lehnwörter enthaltenden Übergangsdialekt zwischen den torlakischen Dialekten des Serbischen, Bulgarischen und Mazedonischen, welcher daher von unterschiedlichen Linguistikern wahlweise zu diesen Sprachen gezählt wird.
Für den Dialekt der Bosniaken aus der Prizrenska župa gelten ähnliche Bedingungen. Er wird mitunter aufgrund der Ähnlichkeiten gemeinsam mit dem Goranischen zu einem „Šar-planina-Dialekt“ zusammengefasst, ist aber dennoch kaum erforscht.
Schriftlich sind diese Dialekte nicht kodifiziert, als Schriftsprache bedienen sich die Sprecher, wie die restlichen Bosniaken im Kosovo, gewöhnlich des Bosnischen oder Serbischen.

## Politik
Im kosovarischen Parlament sind drei der 120 Sitze für Vertreter der bosniakischen Minderheit reserviert. Es gibt im Kosovo mehrere bosniakische Parteien, die älteste von ihnen ist die Bošnjačka stranka demokratske akcije Kosova, eine Schwesterpartei der Stranka demokratske akcije.
Nach einem NGO-Bericht von 2007/2008 sind die Bosniaken in der kosovarischen Gesellschaft und im kosovarischen Bildungssystem integriert. Das Bosnische besitzt in den Gemeinden Peja, Prizren und Dragash den Status als Amtssprache. In den Städten Peja (seit 2002) und Prizren (2003) gibt es die Möglichkeit des Besuchs bosnischsprachiger Fakultäten; nichtsdestotrotz geht ein Großteil der Bosniaken aus dem Kosovo zum Studium nach Bosnien und Herzegowina. Sicherheitsprobleme hat es lediglich im serbisch dominierten Nord-Mitrovica gegeben, wo Serben bei der kosovarischen Parlamentswahl 2007 versuchten, den Urnengang von Bosniaken gewaltsam zu verhindern.
Bosniaken fühlen sich im Kosovo generell sicher. Es gibt aber solche, die u. a. aufgrund von Gewalterfahrungen nicht wieder in den Kosovo zurückkehren wollen – stattdessen verkaufen sie ihre Häuser und ziehen nach Bosnien und Herzegowina oder nach Westeuropa.